# Castres (Aisne)
Castres é uma comuna francesa na região administrativa de Altos da França, no departamento de Aisne. Estende-se por uma área de 5,71 km². Em 2010 a comuna tinha 252 habitantes (densidade: 44,1 hab./km²).